# Trachyderes pacificus
Trachyderes pacificus är en skalbaggsart som beskrevs av Hüdepohl 1985. Trachyderes pacificus ingår i släktet Trachyderes och familjen långhorningar. Inga underarter finns listade i Catalogue of Life.